# Colias hyperborea
Colias hiperbórea é uma borboleta da família Pieridae. É encontrada no Leste Paleártico.

## Subespecies
- C. h. hiperbórea
- C. h. kurnakovi Kurentzov, 1970
- C. h. tunkuna Austaut, 1912
- C. h. puella Churkin & Grieshuber, 2001
- C. h. paradoxa Churkin & Grieshuber, 2001

## Taxonomia
Ela foi aceite como uma espécie por Josef Grieshuber e Gerardo Lamas.